# Antonio Climati
Antonio Climati (* 14. November 1931 in Rom; † 9. August 2015 in Rom) war ein italienischer Kameramann, Filmregisseur und Drehbuchautor.

## Leben
Climati, Sohn des Kameraführers Arturo Climati, sammelte erste Erfahrungen mit der Kamera an der Seite seines Vaters und als Assistent des Nachrichten- und Dokumentarfilmers Paolo Gregorich. Anschließend gehörte er zum Stab von Gualtiero Jacopetti und drehte mit ihm etliche seiner Mondo-Filme als Kameramann.
Ab Mitte der 1970er Jahre drehte er, zunächst zusammen mit Mario Morra, seine eigenen Filme ganz im Stile Jacopettis, mit gelegentlichen Abstechern zum reinen Spielfilm – so der als Cannibal Holocaust II vermarktete Paradiso infernale, sein bislang letzter Film.

## Filmografie (Auswahl)

### Kamera
- 1962: Mondo Cane (Mondo Cane)
- 1966: Africa Addio (Africa addio)
- 1971: Addio, Onkel Tom! (Addio, Zio Tom)
- 1972: Dein Wille geschehe, Amigo (Così sia)
- 1989: Nightmare Beach (Nightmare Beach – La spiaggia del terrore)

### Regie, Drehbuch und Kamera
- 1975: Der letzte Schrei des Dschungels (L’ultima grida della savana) (auch Produzent und Schnitt)
- 1976: Mondo Diavolo (Savana violenta)
- 1983: Off Limits – Verboten (Dolce e selvaggio)
- 1987: Green Inferno (Paradiso infernale)